# Grosz turoński

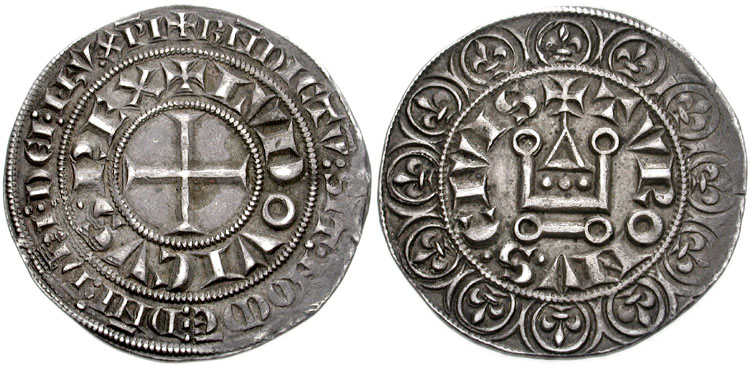
Grosz turoński Ludwika IX

Grosz turoński (fr. gros tournois) – srebrna wysokowartościowa moneta francuska wprowadzona do obiegu w 1266 r. przez króla Ludwika IX Świętego. 
Moneta o normatywnej wadze 4,2 g srebra próby 958/1000, miała wartość 12 denarów turońskich lub trzech angielskich szterlingów. Bito ją także za panowania Filipa III Śmiałego (1270-1285) i Filipa IV Pięknego do 1295 r. Stała się wzorcem dla licznych późniejszych groszy niderlandzkich, nadreńskich, dla bitego od 1300 r. w Czechach grosza praskiego, a za jego pośrednictwem – także dla krakowskiego grosza Kazimierza Wielkiego (ok. 1360 r.).
Typowy rewers tej monety przedstawiał kasztel miasta Tours z napisem TVRONVS CIVIS i z umieszczonymi w otoku 12 liliami, symbolicznie wskazującymi wartość dwunastu denarów).